# Connemaraponny
Connemaraponnyn är en hästras som ursprungligen härstammar från området Connaught och Connemara på Irland. Det är den enda inhemska irländska ponnyrasen. Enligt rasstandarden ska den vara mellan 132 och 148 cm i mankhöjd, men det är inte ovanligt att den växer över ponnymåttet. Connemaran är en populär häst för unga ryttare och är även en bra dressyr- och hopphäst.

## Historia
Innan koloniseringen av Irland under 500-400-talet f.Kr. fanns ponnyer på Irland som hade stora likheter med den skotska shetlandsponnyn och även islandshästen och som troligtvis hade funnits där sedan antiken. Utgrävningar har visat att ponnyer levt i området som var ca 120 cm höga med trekantiga huvuden. De första dokumentationerna av ponnyer från Connemara gjordes av romarna och kelterna som berättade om de gulbruna hästarna som var starka och sunda. Även grottmålningar av gulbruna hästar har hittats i områdena. Under denna tid då inget annat inflytande av andra raser fanns hos hästarna så var troligen alla connemaraponnyer blacka, en gulbrun färg. 10 000 år f.Kr. jagades troligen ponnyerna av urinvånarna på Irland, troligen för köttets skull, innan man några tusen år senare började tämja dem. 
Kelterna som reste till Irland förde med sig blod från sina keltiska hästar ca 500 f.Kr. och även orientaliska och spanska hästar genom sina kontakter med briganterna i Spanien. Efter kelterna kom romarna och invaderade Storbritannien och detta påverkade connemaraaveln avsevärt då de romerska hästarna var olika korsningshästar som var över 150 cm i mankhöjd. 
Under slutet av 700-talet e.Kr. kom vikingarna till Irland för att plundra och erövra och med sig hade de nordiska ponnyer som klarade klimatet på ön väldigt bra och därför gav ytterligare sundhet hos connemarorna.  
Mellan 1300- och 1500-talet var staden Galway i området Connemara (av vilket rasen fått sitt namn) ett viktigt centrum för handel på ön och de rika köpmännen ökade på inflytandet av spanskt blod genom att importera de absolut bästa hästarna från Spanien och Portugal men även asturconponnyer som var vilda ponnyer som levde i bergsområdena i Asturien. Genom detta spanska inflytande utvecklade man en ras som man kallade för irländsk hobby som hade ärvt lätta rörelser och den extra gångarten passgång från sina spanska förfäder, troligtvis från den utdöda spanska jenneten. Den irländska hobbyn var dåtidens Connemaraponny under 15- och 1600-talet. Även andra färger som skimmel och fux introducerades nu i ponnyerna. Det fanns även sägner och berättelser om förfäder till connemaran som var hästar som skulle ha simmat i land från förlista skepp i Spanska armadan som sjönk utanför Irlands kust år 1588. 
Under första delen av 1800-talet ökade det orientaliska inflytande på hästarna genom importerade berberhästar och eventuellt även arabiska fullblod, raser som funnits i Europa sedan de nordafrikanska morernas invasion av Portugal och Spanien under 700-talet e.Kr. Godsägarna ville höja kvalitén på ponnyerna men under slutet av seklet led stammarna av kraftig degenerering eftersom en stor fattigdom drabbade bönderna. Under den andra hälften av 1800-talet drabbades Irland flera gånger av hungersnöd och många emigrerade till Amerika, vilket ledde till att utvecklingen av connemaran gick väldigt långsamt fram. För att hjälpa de fattiga bönderna gav staten även bidrag till de bönder som ville avla connemaraponnyerna. Ett statligt avelsprogram startades 1891 för att rädda rasen genom att importera hästar utifrån. Bland annat importerades Welsh cob-hingstar från Wales och 1897 beslutades professor J. Cossar Ewart från Edinburgh i Skottland genom en kunglig kommission att hästaveln på Irland skulle utvärderas, ett initiativ som skulle leda till utvecklingen av dagens moderna connemara. Professor Ewart själv sa att de blackfärgade hästarna var starka som mulor och att de var otroligt fruktsamma och sunda, med förmåga att kunna överleva där inga andra ponnyer skulle klara sig. Den ledande experten lord Arthur Cecil uttalade sig år 1900 om ponnyns goda exteriör och naturliga anlag för hoppning. På kommissionens inrådan tillsattes blod från den numera utdöda norfolktravaren och även hackneyhäst och engelska fullblod. 

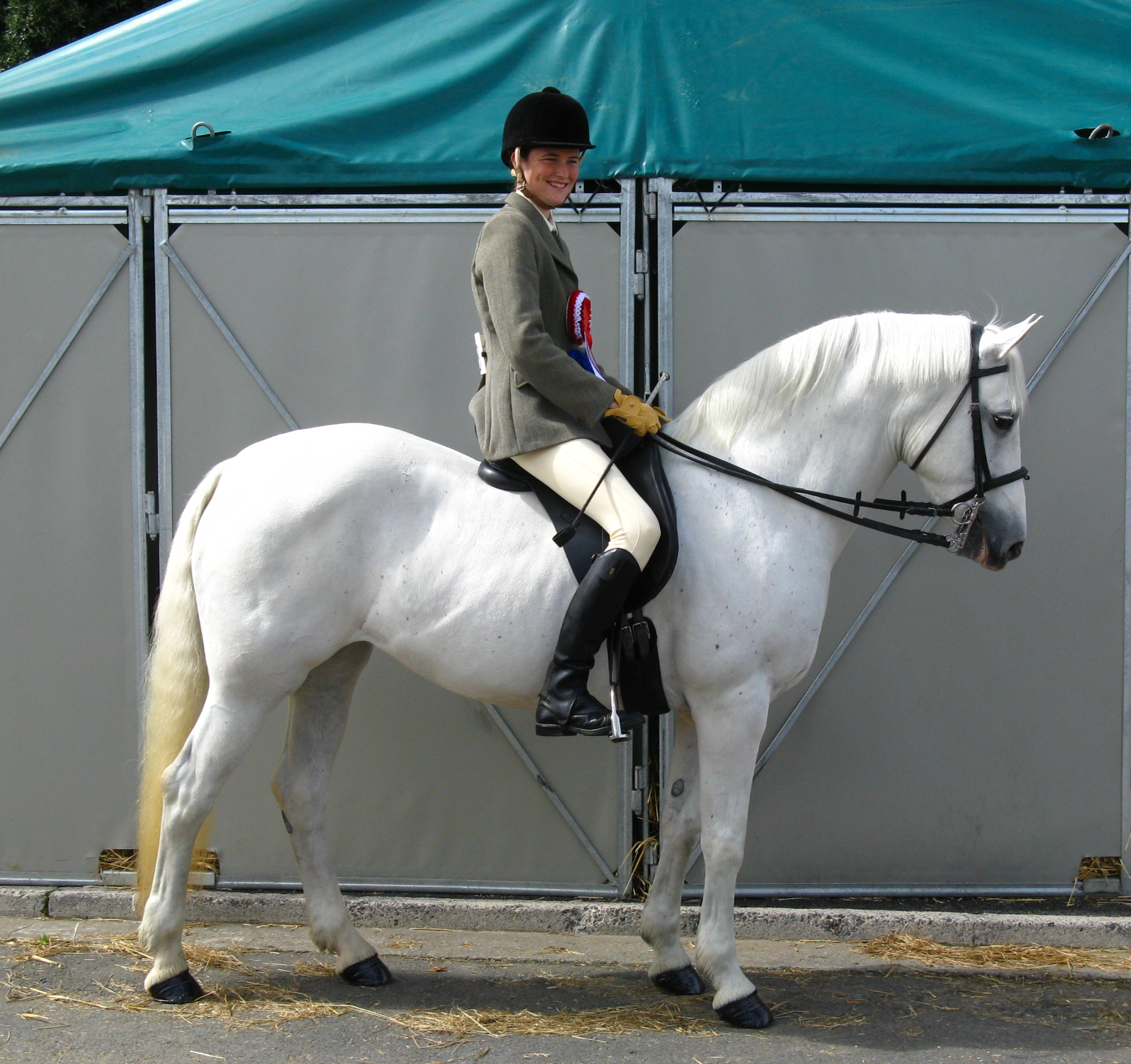
Connemaran har alltid varit populär som ridhäst för barn och efter ridsportens genombrott har Connemaran fortfarande hållit måttet som sporthäst, även utan inblandning av andra mer atletiska hästraser.

Efter år 1900 användes begreppet connemara ganska löst och var ett namn på de flesta lokala ponnyer på Irland. Då byarna var små och ganska isolerade kunde ponnyerna se olika ut från by till by och connemarorna som gick halvvilt fångades in efter behov. Detta gav ponnyerna tillfälle att tjuvbetäcka andra hästar och ponnyer som troligen påverkade ponnyerna olika. En ny kommission tillsattes för att få bukt med problemet. Under mitten av 1900-talet infördes mycket nytt blod i connemaran genom att man registrerade olika connemarakorsningar, bland annat korsningar med fullblodshästar och även Irish draught. Mindre önskvärt blod från clydesdalehästar infördes också, dock med flera exteriöra fel som följd. Inflytandet från Clydesdalehästar blev dock inte speciellt omfattande innan man förbjöd registreringar av clydesdalekorsningar, och de exteriöra felen avlades bort. 
Connemaran indelades nu i 5 inofficiella grupper eller typer. Andalusian type hade tydliga influenser av spanska hästar, Eastern type hade tydliga orientaliska drag, Clydesdale type var den oönskade kraftiga typen som influerats av clydesdalehästarna som senare avlades bort. De två sista Cashel och Cliften var de mest eftertraktade typerna och de som var mest lik den ursprungliga connemaraponnyn. Nu sorterade man upp hästarna, vilket tog lång tid då de skulle inspekteras innan de kunde registreras. Många hingstar valdes bort i ett försök att få ordning på rasens utseende. Alla halvvilda hingstar i bergen fångades in och kastrerades om de inte höll måttet. De hingstar som ansågs hålla måttet slapp undan kastrering och användes som avelshästar. Några fåtal okastrerade hingstar släpptes även fria för att de vilda stammarna inte skulle dö ut. 
1923 startades Connemara Pony Breeders Society, över 10 000 år efter att ponnyerna först upptäcktes på ön. Stamboken öppnades år 1924 för att registrera alla connemaraponnyer. Den första stamboken innehöll nio hingstar och 93 ston. Även om det fanns få hingstar så höll stona hög kvalité. År 1947 startades även den engelska connemaraföreningen som öppnade en egen stambok för rasen. För att uppmuntra aveln av connemaran anordnade föreningen utställningar och man experimenterade med olika system där hingstarna skulle byta ägare för att se vilka ston som gav bäst avkommor. 1964 stängdes dock stamboken. Connemaran användes mest som körhäst eller till lättare jordbruk förr men efter ridsportens genombrott under 1900-talet blev connemaraponnyn mer populär som ridhäst för större barn. Allt hårt arbete för att utveckla connemaran har lett till en ponny av hög klass som är lika populär bland barn som vuxna.

## Stamhingstarna
Connemaran har en lång rad med inflytelserika hingstar som påverkat ponnyerna till dagens moderna connemaraponny. Enligt stamböckerna hade hingstarna Rebel (född 1922) och Golden Gleam (även Golden Glen) (född 1932) det största inflytandet på connemaraponnyn och återfanns i många stamtavlor. Senare har även rasen påverkats av hingstar som Carnadun (född 1948), en avkomma till det engelska fullblodsstoet Little Heaven och Irish draught-hingsten Mayboy, och slutligen av hingsten Clonkeehan Auratum (född 1954), en hingst med typiska arabiska dag som var efter den welshiske hingsten Dynamite som var son till en av de Welsh Cobhingstar, Prince Llewelynn, som importerats till Irland. 
Dock var det hingsten Cannonball som gjorde störst avtryck i connemarans historia. Cannonball hade både welshblod och härkomst från de gamla connemarorna i sig. Cannonball föddes 1904 och blev den första hingsten som registrerades i 1924 års nystartade stambok. Då var han redan 20 år gammal och det är ganska otroligt att en gammal häst behåller sin karaktär så pass mycket att den kan premieras. Cannonball vann kapplöpningen för connemaraponnyer, Farmers Race i Oughterard 16 år i rad och det sades att han fick en halv tunna havre kvällen innan ett lopp, så som han sprang. Detta kunde dock inte vara sant men det skulle säga en hel del om hur fort han sprang. 
Cannonball drog vagn hela sitt liv och brukade dra sin ägare varje lördag till marknaden, en resa på ca 50 km, enkel resa. Ägare till connemaraston som bodde längs vägen kände till rutten som Cannonball tog varje lördag och om de ville få sina ston betäckta ställde de sig vid vägkanten med sina ston och Cannonball selades av för att betäcka stona medan ägaren fick pengar som tack. Rebel som var en av de inflytelserika hingstarna var son till Cannonball och kom troligtvis till under en av Cannonballs resor till marknaden. Väl framme vid marknaden brukade Cannonball få en öl med 6 st råa ägg i för att kunna hålla formen efter den långa resan och de utmattande betäckningarna. Cannonball brukade trava hela vägen hem från marknaderna medan hans ägare sov ruset av sig på vagnsgolvet. Cannonball var pålitlig som få och stod lugnt och väntade om hans ägare fortfarande sov vid hemkomsten. Ibland kunde Cannonball få stå en hel natt med sele och skaklar. De gånger som ägaren red honom istället och gled ur sadeln kunde Cannonball ha fortsatt hem själv men istället stannade han hos sin ägare och försökte få honom på benen genom att bita tag i axlarna på jackan. 
Cannonball var en häst med nästan mänsklig intelligens, högt uppskattad som avelshingst och älskad. När han dog 1926 anordnade man en traditionell irländsk likvaka som varade en hel natt innan man i gryningen begravde honom på den äng där han brukade gå och beta. 10 vuxna män bar honom på en stalldörr till graven där han begravdes stående med en stor bal med hö och blicken riktad mot kapplöpningsbanan. Folk reste flera hundra mil för att gå på Cannonballs vaka. Idag finns graven kvar men är övertäckt med ljung och vilda rosor. Men en sten i byn Leam i närheten av connemaraavelns centrum Oughterard visar var han ligger begravd.

## Egenskaper

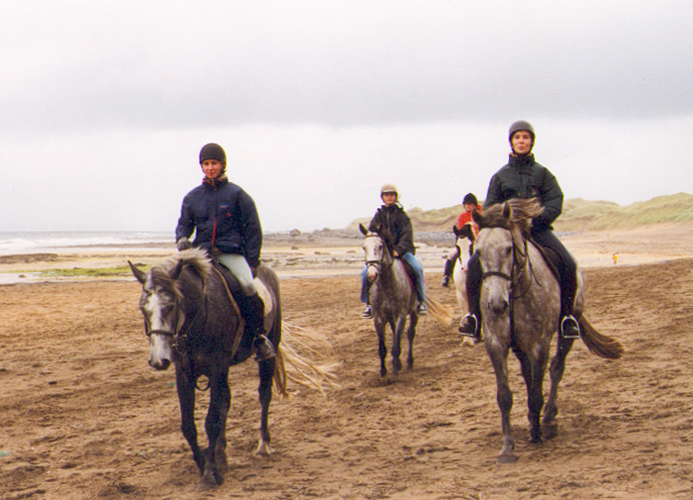
Connemaran används mycket inom turridning på Irland

Connemaran är en förstklassig ridhäst som karaktäriseras av lugn, tålamod och naturlig sundhet som brukar finnas hos raser med ursprung i vilda hästar. Connemaran klarar sig i bittert klimat och på lite foder. De sluttande bogarna på hästen ger bra rörelser även om passgången inte existerar hos rasen längre. Bogen bidrar även till rasens goda hoppförmåga. Halsen är lång och välformad och bidrar också till de goda rörelserna. Huvudet har typisk ponnykaraktär med stora, vänliga ögon. Connemaraponnyn är godlynt, djärv och intelligent med stor säkerhet på foten. Connemaran är ofta väldigt mångsidig vilket gör att den tävlas både inom hoppning och dressyr och även körning. 
Connemaran kan vara brun, svartbrun, skimmel, svart, black (då ofta med primitiva tecken som ål, en mörkare rand längs ryggraden), fux och isabell. Denna ponnyras har förädlats ända sedan medeltiden med spanskt och arabiskt blod, och även det engelska fullblodet. Dagens connemaror kan ibland korsas med engelska fullblod för att få fram utmärkta fälttävlanshästar. Även vuxna kan rida de större connemaraponnyerna då de är starka och uthålliga. På Irland används de bland annat till turridning.